# Eriopogon laniger
Eriopogon laniger là một loài ruồi trong họ Asilidae. Eriopogon laniger được Meigen miêu tả năm 1804.